# Artie Bucco
Arthur « Artie » Bucco, Jr., interprété par John Ventimiglia, est un personnage fictif de la série télévisée d'HBO Les Soprano. Il est restaurateur et ami d'enfance de Tony Soprano.
Ami depuis l'enfance de Tony, Artie tient un restaurant italien fréquenté par l'équipe du boss du New Jersey. Il ne trempe pas dans les affaires de la mafia mais doit vivre avec eux, parfois à son détriment. 